# Karel Valoch
Karel Valoch (15. dubna 1920 Brno – 16. února 2013 Brno) byl český archeolog, odborník v oblasti paleolitické archeologie.

## Život a dílo
Po absolvování obchodní školy v roce 1936 byl zaměstnán jako úředník. Již od mládí se však zajímal o nálezy z nejstarších dějin lidstva a v roce 1942 se seznámil s profesorem Karlem Absolonem, za jehož žáka se považuje. Od roku 1952 pracoval jako archeolog v pleistocenním oddělení – dnešním Pavilonu Anthropos – Moravského zemského muzea, jemuž zůstal věrný po celý život. V letech 1956–1959 vystudoval při zaměstnání obor archeologie na Filozofické fakultě brněnské univerzity a zahájil tak svůj vědecký růst, který byl v roce 1993 završen jeho jmenováním docentem pravěké archeologie na této fakultě.
Na jeho odborné články lze narazit v řadě světových časopisů. Své poznatky shrnul v řadě syntetických studií a monografií (mj. Pravěké dějiny Moravy z roku 1993). K jeho významným terénním výzkumům patří archeologický výzkum jeskyně Kůlny u Sloupu, záchranný výzkum v Brně-Bohunicích, Vedrovicích či na Stránské skále v Brně. Zde získal doklady o nejstarším osídlení našich zemí v době před asi 600 000 lety a předložil také jeden z nejstarších dokladů o užívání ohně v Evropě. Je autorem originální archeologické expozice instalované v jeskyni Kůlna, podílel se také na obnově Pavilonu Anthropos. V roce 2009 uspořádal mimořádnou výstavu Nejstarší umění střední Moravy.
Svými archeologické výzkumy v terénu se zasloužil o zásadní a zcela nové poznatky o osídlení Moravy. V jeskyni Kůlně například stanovil chronologii kultur středoevropských neandertálců a po šedesáti letech objevil i jejich další kosterní pozůstatky. Výzkum při stavbě panelárny v Bohunicích umožnil vymezit další paleolitickou kulturu, jejíž název – bohunicien – roznesl jméno této brněnské městské části do celého světa.
Jeho celková bibliografie čítá 361 položek, jeho odborné články a statě byly prezentovány v řadě světových časopisů
V roce 2011 se stal nositelem Ceny Jihomoravského kraje za přínos v oblasti archeologie.
Je pohřben na Ústředním hřbitově v Brně. 